# Дума на ченге
„Дума на ченге“ (на френски: Parole de flic) е френски криминален филм от 1985 година на режисьора Жозе Пинхейро и продуциран от Ален Делон, който също участва в главната роля. Той отбелязва завръщането на Делон към екшън филмите след период, посветен на по-интимни филми.
Има и продължение – „Не будете ченге, което спи“ (1988).

## Сюжет
Бившият полицай Даниел Прат е изгубил жена си, убита от престъпници, които са оправдани от съда „поради липса на доказателства“. Затова напуска полицията и заминава за Африка с дъщеря си, където живеят 10 години. Тя прекарва голяма част от времето във Франция, където учи. В Африка Прат научава, че дъщеря му е убита в Лион. Той се завръща във Франция и започва собствено разследване. Оказва се, че за смъртта на дъщеря му е виновна мистериозна група от хора, които унищожават престъпници. Групата се ръководи от приятеля на Прат, полицейски комисар Стефан Рейнер. В Прат се влюбва младата полицейска инспекторка Сабина Клеман. Той отмъщава на убийците на дъщеря си. Накрая разобличеният Рейнер се самоубива.

## В ролите
- Ален Делон – Даниел Прат
- Жак Перен – Стефан Рейнер
- Фиона Желен – Сабина Клеман
- Ева Дарлан – Доминик Рейнър
- Жан-Франсоа Стевенин – Силвен Дюбор
- Винсент Линдон – Дакс
- Саша Гордин – заместник на Дакс
- Доминик Валера – Брис
- Жан-Ив Шателе – Реми
- Жан-Филип Лафон – Ранко
- Аурел Доазан – Милен
- Ан Русел – медицинската сестра
- Марк Андреони – дилърът
- Бертран Мигеат – Иван
- Фредерик Дебан – младият хомосексуалист
- Мус Диуф (нерегистриран)
- Ги Вилтард – Луис

## Български дублаж
| Озвучаващи артисти  | Ани Василева Васил Бинев Здравко Методиев Силви Стоицов |
| Преводач            | Захари Генчев                                           |
| Тонрежисьор         | Стефан Дучев                                            |
| Режисьор на дублажа | Димитър Кръстев                                         |